# (34676) 2000 YF126
2000 YF126 (asteroide 34676) é um asteroide da cintura principal. Possui uma excentricidade de 0.14311200 e uma inclinação de 18.80889º.
Este asteroide foi descoberto no dia 29 de dezembro de 2000 por NEAT em Haleakala.